# IC 4146
IC 4146 је елиптична галаксија у сазвјежђу Береникина коса која се налази на листи објеката дубоког неба у Индекс каталогу.
Деклинација објекта је + 19° 16' 41" а ректасцензија 13h 4m 10,3s. Привидна величина (магнитуда) објекта IC 4146 износи 15,2 а фотографска магнитуда 16,2.